# Capininga
A Capininga (Trachemys adiutrix), ou pininga ou cágado do Maranhão, é uma espécie de tartaruga semi-aquática da  Família Emydidae.

## Etimologia
Seu nome, adiutrix, significa "ajudante" em latim, nome dado em homenagem a Dr. Maria do Socorro Pinheiro, companheira de campo do zoólogo Paulo Vanzolini, sendo uma menção a Socorro.

## Distribuição geografica
Trachemys adiutrix é  endêmica do nordeste Brasil. Apesar de ser conhecida como Cágado do Maranhão, sua distribuição geográfica Incluí também o estado do Piauí.
Habita áreas de vegetação de restinga, entre dunas ou em área de campos abertos, nas regiões dos Lençóis Maranhenses, Pequenos Lençóis Maranhenses e ilhas do Delta do Parnaíba, que apresentam áreas desérticas com predomínio de formações arenosas, pouca cobertura vegetal e inúmeras lagoas sazonais de água doce entre as dunas.
Nessas regiões, T. adiutrix procura abrigo terrestre no período de estiagem.

## Características
O tamanho máximo observado para fêmeas foi 25,1cm e de 22,0 cm para machos, do comprimento da carapaça, com faixas amarelas e laranjas que lhe são característicos.
As fêmeas realizam desova de maneira isolada, com apenas um período reprodutivo por ano, colocando entre 2 a 14 ovos por postura.
Durante a estiagem, se escondem embaixo de moitas arbustivas ou se enterram na areia, reduzindo suas atividades e reservando energia, podendo perder massa corporal no período. Os indivíduos que vivem em lagoas perenes não passam por essa restrição.

## Conservação e ameaças
A utilização de fogo para renovação das pastagens nativas é uma grande ameaça à espécie, que fica em repouso em áreas de capim no período da estiagem.
Outra ameaça é a ocupação urbana no litoral do Maranhão, nas proximidades da capital São Luís, em cidades turísticas como Barreirinhas, Paulino Neves e Santo Amaro, e nas cidades de Parnaíba e Fernando Correia no Piauí, reduzindo o hábitat da espécie.
Também é utilizada na alimentação humana e como animal de estimação pelos moradores rurais e urbanos, como moeda em escambos realizados entre pescadores seminômades na região dos Pequenos e Grandes Lençóis Maranhenses e moradores do interior.

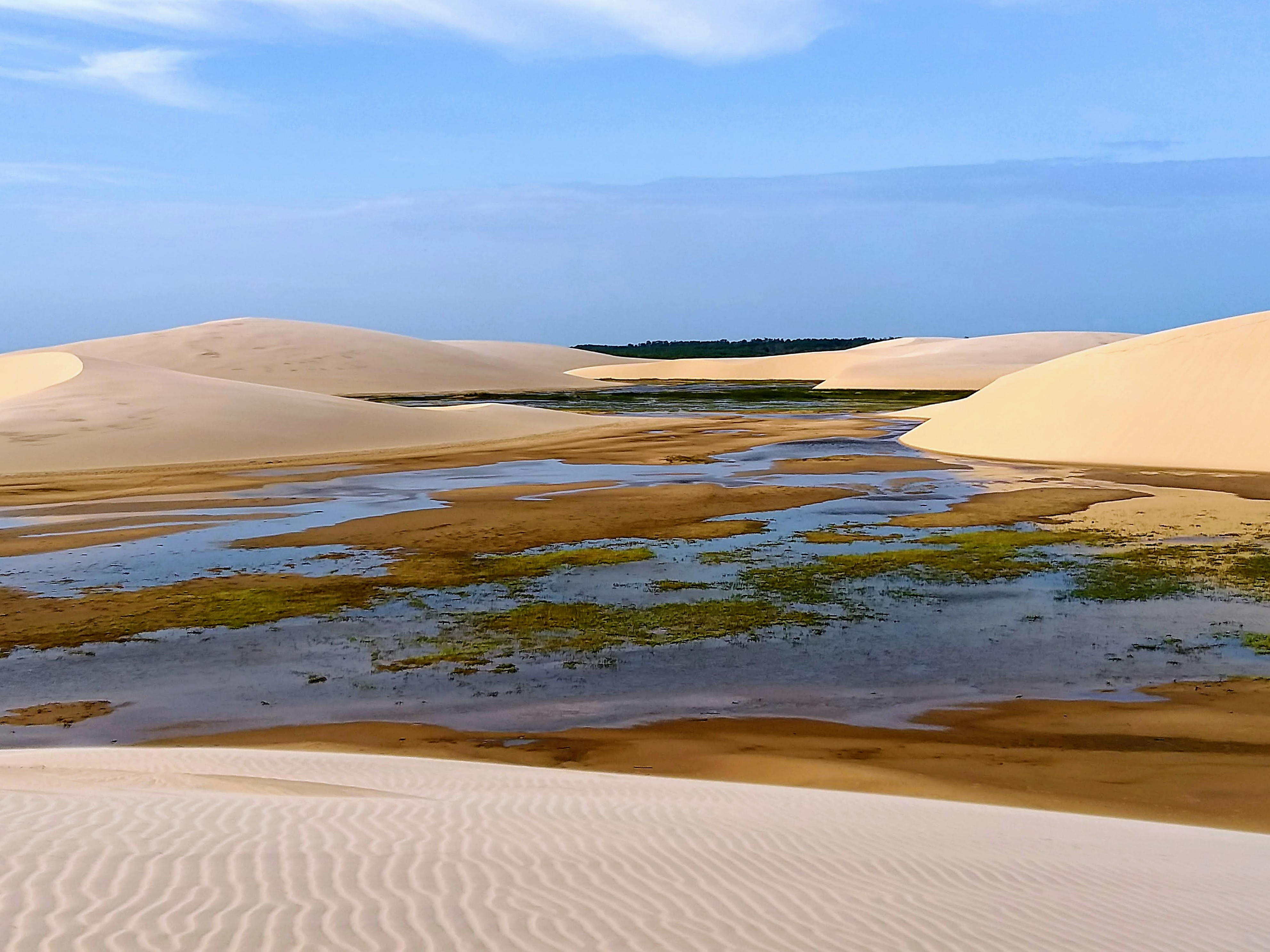
Lagoas do Delta do Parnaíba, onde vive a pininga

O casco torrado e moído é utilizado na medicina popular como cicatrizante na região dos Lençóis Maranhenses, além de ser criada em poços de residências.